# Down the Dustpipe (compilation)
Albums de Status Quo
On the Level
(1975) Blue for You
(1976)
Compilations de Status Quo
The Best of Status Quo
(1973) 12 Gold Bars
(1980)
Down the Dustpipe est une compilation du groupe de rock anglais Status Quo. Elle est parue en octobre 1975 sur le label Golden Hour, une division de Pye Records. 

## Présentation
Cette compilation regroupe des chansons, publiées sur les quatre premiers albums du groupe enregistrés entre 1968 et 1971 pour le label Pye Records. Elle comprend aussi des chansons uniquement sorties en singles tel que Down the Dustpipe ou In My Chair. Plus insolite, il y figure la face B du single Black Veils of Melancholy.
Elle se classa à la 20e place des charts britanniques et fut certifiée disque d'argent (60 000 exemplaires vendus) au Royaume-Uni.

## Liste des titres

### Face 1
| No | Titre                | Auteur                      | Origine                                                        | Durée |
| -- | -------------------- | --------------------------- | -------------------------------------------------------------- | ----- |
| 1. | Down the Dustpipe    | Carl Groszmann              | Non-album single (1970)                                        | 2:02  |
| 2. | Technicolor Dream    | Anthony King                | Picturesque Matchstickable Messages from the Status Quo (1968) | 2:09  |
| 3. | Lakky Lady           | Francis Rossi, Rick Parfitt | Ma Kelly's Greasy Spoon (1970)                                 | 3:09  |
| 4. | Spinning Wheel Blues | Rossi, Bob Young            | Ma Kelly's Greasy Spoon                                        |       |
| 5. | Shy Fly              | Rossi, Young                | Ma Kelly's Greasy Spoon                                        | 3:40  |
| 6. | Antique Angelica     | Alan Lancaster, Young       | Spare Parts (1969)                                             | 3:15  |
| 7. | Gerdundula           | Manston, James              | Dog of Two Head (1971)                                         | 3:37  |
| 8. | Daughter             | Lancaster                   | Ma Kelly's Greasy Spoon                                        | 2:52  |
| 9. | Railroad             | Rossi, Young                | Dog of Two Head                                                | 5:18  |

### Face 2
| No  | Titre                     | Auteur                    | Origine                                           | Durée |
| --- | ------------------------- | ------------------------- | ------------------------------------------------- | ----- |
| 10. | Umleitung                 | Lancaster, Roy Lynes      | Dog of Two Head                                   | 7:00  |
| 11. | Mean Girl                 | Rossi, Young              | Dog of Two Head                                   | 3:45  |
| 12. | Everything                | Rossi, Parfitt            | Ma Kelly's Greasy Spoon                           | 2:30  |
| 13. | Little Miss Nothing       | Rossi, Parfitt            | Spare Parts                                       | 2:53  |
| 14. | Junior's Wailing          | Kieran White, Martin Pugh | Ma Kelly's Greasy Spoon                           | 3:25  |
| 15. | Make Me Stay A Bit Longer | Rossi, Parfitt            | Non-album single (1969)                           | 2:47  |
| 16. | Tune to the Music         | Rossi, Young              | Non-album single (1971)                           | 3:00  |
| 17. | To Be Free                | Lynes                     | Face B du single Black Veils of Melancholy (1968) | 2:28  |
| 18. | In My Chair               | Rossi, Young              | Non-album single (1970)                           | 2:35  |

## Musiciens
- Francis Rossi: guitare solo, chant
- Rick Parfitt: guitare rythmique, chant
- Alan Lancaster: basse, chant
- John Coghlan : batterie, percussion
- Roy Lynes: claviers (sauf sur les titres issus de l'album Dog of Two Head)

## Chart & certification
Chart
| Pays                          | Durée du classement | Meilleur classement | Date            |
| ----------------------------- | ------------------- | ------------------- | --------------- |
| Royaume-Uni (UK Albums Chart) | 6 semaines          | 20e                 | 9 novembre 1975 |

Certification
| Pays        | Certification | Ventes   | Date |
| ----------- | ------------- | -------- | ---- |
| Royaume-Uni | Argent        | 60 000 + | 1975 |